# Birthline stellare
La Birthline stellare (o linea di nascita stellare) è una linea prevista nel Diagramma Hertzsprung-Russell che correla colore e luminosità delle protostelle alla fine della loro fase iniziale di accrescimento.

## Caratteristiche
Prima di questo punto, la protostella è profondamente incorporata nella nube di polveri e gas dalla quale si è formata e per questo irradia solo nel lontano infrarosso. Una volta che gli effetti dell'evoluzione stellare rarefanno e disperdono la nube, l'oggetto diventa visibile come una stella pre-sequenza principale. La posizione nel diagramma Hertzsprung-Russell in cui queste nuove stelle risiedono è chiamata birthline e si trova sopra alla sequenza principale.
La posizione della birthline stellare dipende dalla struttura della stella, dal tasso di accrescimento e dalla geometria dell'accrescimento, in funzione cioè che la formazione avvenga attraverso un disco di accrescimento. Questo significa che la posizione della birthline non è definita univocamente.